# Savanna Samson
Savanna Samson (Rochester, Nueva York; 14 de octubre de 1967) es una actriz pornográfica retirada estadounidense. En enero de 2011, ingresó en el salón de la fama de AVN.

## Biografía
En sus inicios, a mediados de los años 90 Savanna Samson trabaja como estríper en el Scores Gentlemen's Club de Nueva York. También interviene en The Howard Stern Show en varias ocasiones y en la cadena E!.
En el año 2000 rueda su primera película titulada: Rocco Meats an American Angel in Paris donde comparte el protagonismo con el popular actor porno italiano Rocco Siffredi. Las motivaciones de la actriz en su debut, son atípicas, ya que con la película lo que pretende es cumplir la fantasía de su novio de estar casada con una actriz porno. De hecho, Savanna regalaría una copia de la cinta a su marido el día de la noche de boda.
Sus apariciones en el programa de Howard Stern y sus escenas en la única películas grabada hasta el momento llegan a ojos de Vivid que decide ofrecerle un contrato en exclusividad. Savanna acepta, convirtiéndose así en una Vivid Girls (2002).
En 2006 participó, junto a Jenna Jameson en el remake de The Devil in Miss Jones titulado The New Devil in Miss Jones. Gracias a su actuación, la actriz, logra varios premios.

## Vida personal
Su nombre real es Natalie Oliveros.
En la actualidad es una empresaria del sector vinícola, con algunos cultivos y una bodega con marca propia en el municipio italiano de Montalcino.

## Premios
- 2004 AVN Award Mejor actriz por  Looking In[5]
- 2004 AVN Award Mejor escena en grupo por Looking In[5]
- 2005 AVN Award Mejor escena lésbica por The Masseuse (con Jenna Jameson)[6]
- 2005 AVN Award Mejor escena en grupo por Dual Identity[5]
- 2005 XRCO award Mejor actriz por The New Devil in Miss Jones[7]
- 2006 AVN Award Mejor actriz por The New Devil in Miss Jones[8]
- 2007 GayVN Award Mejor actuación no sexual en  Michael Lucas' La Dolce Vita
- 2008 AVN Award Mejor escena en grupo por Debbie Does Dallas...Again[9]*
- 2011 Ingreso en el salón de la fama de AVN.[10]